# Szczęściara (film 1975)
Szczęściara (ang. Lucky Lady) – amerykański film z 1975 roku.

## Treść
Akcja toczy się w czasach prohibicji. Śpiewaczka Claire i jej dwóch przyjaciół Walker i Kibby uciekają przed ścigających ich gangiem oraz policją, która poszukuje ich za przemyt. Ucieczka odbywa się na małej łódce o nazwie Lucky Lady (Szczęściara). Obaj mężczyźni są zakochani w Clarie, ale ona nie jest w stanie zdecydować się na żadnego z nich.

## Obsada
- Liza Minnelli - Claire
- Burt Reynolds - Walker
- Gene Hackman - Kibby
- Robby Benson - Billy
- John Hillerman - McTeague
- Geoffrey Lewis - Moseley
- Michael Hordern -  Rockwell
- Anthony Holland - Tully
- John McLiam - Rass Huggins
- Val Avery - Dolph
- Louis Guss - Bernie
- William Bassett - Charley